# Pensionante del Saraceni
Il Pensionante del Saraceni (seconda metà del XVI secolo – XVII secolo) è stato un pittore francese attivo a Roma intorno al secondo decennio del Seicento.

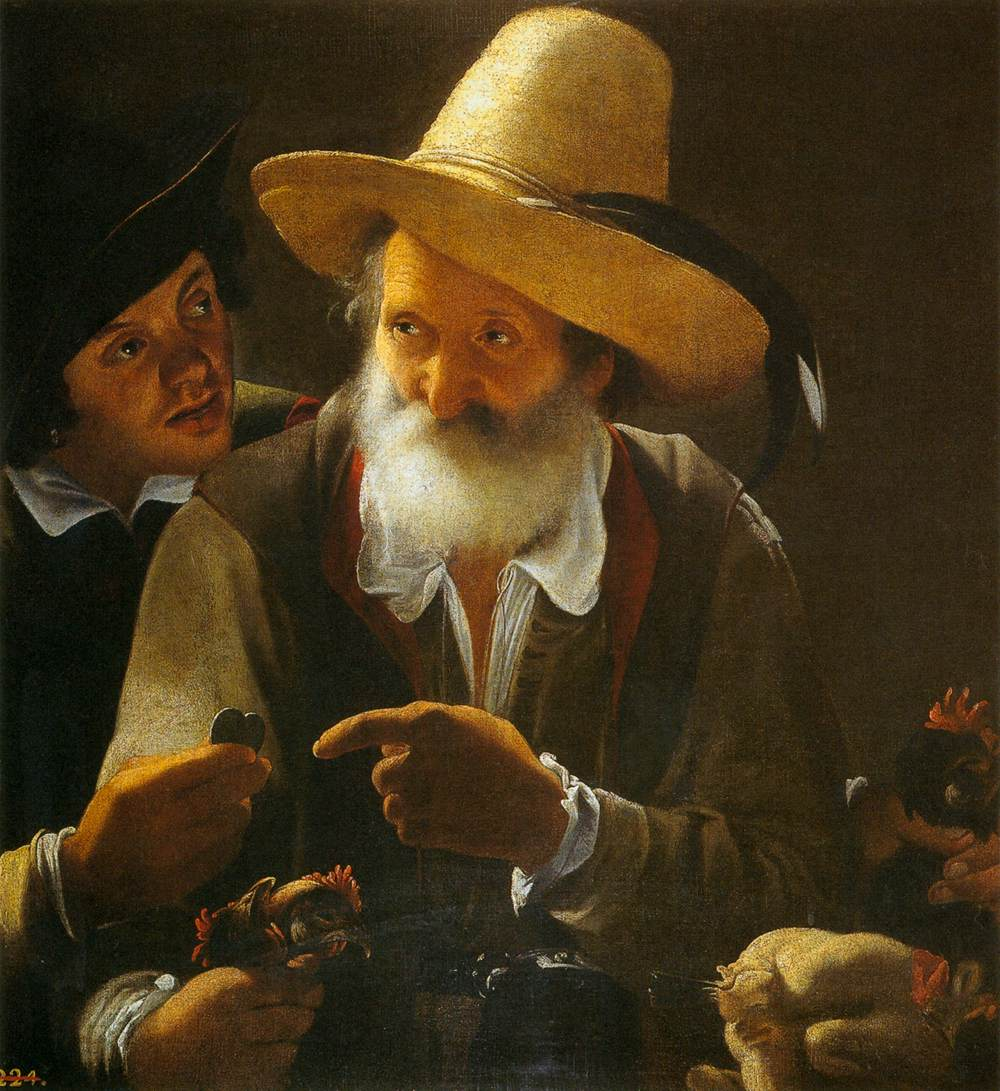
Il Pollivendolo del Prado, una delle opere unanimemente attribuite al Pensionante

La sua personalità artistica è stata interamente ricostruita sulla base di osservazioni di origine stilistica e la sua identità, ad oggi, è ancora ignota. Il suo stile ricorda da vicino quello del veneziano Carlo Saraceni, caravaggista della prima ora al cui ambito sicuramente appartenne (da qui l'origine del nome, coniato da Longhi).
Fu anch'egli, e forse più del Saraceni, un seguace del Caravaggio, che imitò soprattutto, oltre che nell'impianto luministico e nell'utilizzo di sfondi neutri, nella scelta dei soggetti: dei pochi quadri a lui attribuiti, una dozzina, molti raffigurano scene di genere e uno è una natura morta. Le sue opere sono normalmente caratterizzate dalla presenza di mezze figure intente in scene di vita quotidiana: i loro gesti misurati e la luce soffusa contribuiscono, tra le altre cose, ad attribuire ai quadri un'atmosfera sospesa e pacata.

## Storia

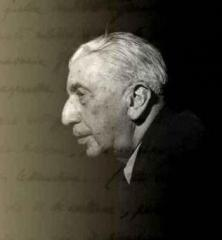
Roberto Longhi, il critico che ha coniato il nome del Pensionante

La personalità artistica del "Pensionante del Saraceni" fu introdotta alla critica nel 1943 da Roberto Longhi, che riunì in un importante articolo pubblicato su "Proporzioni" un gruppo di quattro opere stilisticamente affini tra loro e molto vicine alla maniera di Carlo Saraceni, databili al secondo decennio del Seicento. Notando nelle tele in questione un'aria generale che le avvicinava alla pittura francese dell'epoca, e soprattutto sulla base della vicinanza del Saraceni con la Francia ricordata dal Baglione e della presenza di pittori francesi nella sua bottega tramandata da fonti e documenti, Longhi avanzò l'ipotesi che l'artista fosse un collaboratore d'oltralpe del veneziano. Scelse per questo ignoto autore il nome di "Pensionante" per indicare un'appartenenza all'ambito artistico del Saraceni senza necessariamente che vi fosse nei suoi confronti un rapporto d'alunnato da parte del primo. Negli anni la critica ha aggiunto al corpus delle opere del Pensionante varie altre tele, giungendo ad attribuirgliene una dozzina; ultimamente è stato proposto di restituire alcune di queste opere al catalogo del Saraceni. La ricostruzione della personalità artistica del Pensionante è comunque unicamente basata sull'esercizio critico della connoisseurship: l'unico appoggio documentario che si conosce è la citazione del Fruttivendolo di Detroit in un inventario del 1626 della collezione del cardinal Sannesio, morto nel 1621, in cui però non è riportato il nome dell'autore. L'ipotesi consolidata è che l'artista fosse di nazionalità francese; sono stati avanzati i nomi di Guy François e Jean Le Clerc, i due più noti collaboratori francesi del Saraceni, così come quelli di area fiamminga di François Walschartz, di Liegi, e Jacob Van Oost il Vecchio di Bruges. Comunque sia, allo stato attuale degli studi non è ancora stato possibile dare un nome certo al Pensionante, la cui identità resta uno dei maggiori enigmi della pittura romana del primo Seicento. L'alta qualità delle sue opere e, in parte, il mistero che avvolge il pittore ne hanno determinata una certa fortuna, riscontrabile anche nelle elevate quotazioni assegnate ai suoi quadri in sede d'asta.

## Opere

### Il nucleo originario longhiano e la questione dellaNegazione di Pietro

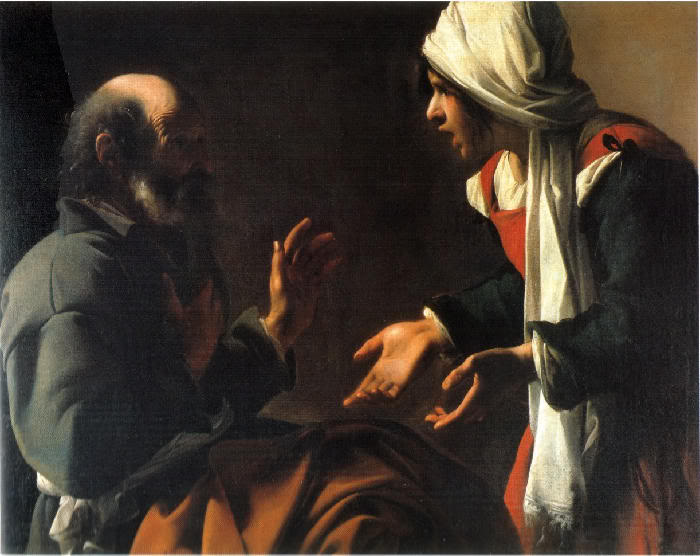
La Negazione di Pietro della Pinacoteca Vaticana

L'autografia del Pensionante di tre delle quattro opere riunite da Longhi sotto il suo nome nel 1943, tra loro vicinissime, è ancora oggi unanimemente accettata: sono, queste, il Fruttivendolo (o Venditore di meloni) del Detroit Institute of Arts, il Pollivendolo del Prado e il Cuoco (o Pescivendolo) della Galleria Corsini di Firenze. L'attribuzione al Pensionante della quarta opera pubblicata da Longhi, ossia la Negazione di Pietro dei Musei Vaticani proveniente dalla Collezione Sacchetti, è stata recentemente contestata da Alessandro Zuccari e Maria Giulia Aurigemma, e la tela è stata esposta in una grande mostra monografica sul Saraceni curata da quest'ultima come, con qualche riserva, opera del veneziano. I motivi di questo cambio di attribuzione vanno individuati, oltre che in osservazioni di ordine stilistico, nella presenza di varie altre versioni note della tela che per la presenza di varianti compositive e per l'alta qualità non possono essere considerate copie: era infatti prassi radicata nella bottega del Saraceni l'esecuzione di numerose repliche di composizioni del maestro, sia di mano sua che con la collaborazione di allievi. Ad ogni modo, la questione critica sulla Negazione di Pietro è ancora aperta e, per ora, gli istituti museali in cui le varie versioni sono conservate mantengono l'attribuzione tradizionale, e con la stessa è stata presentata a un'asta nel 2018 una versione nota alla critica già dal 1948. Tra quelle note, le versioni che per la loro qualità possono essere ascritte alla mano del Pensionante (o di Carlo Saraceni) sono quelle conservate nella Pinacoteca Vaticana (ritenuta da Longhi la prima versione eseguita, da cui derivano le altre), nella National Gallery of Ireland di Dublino (per Anna Ottani Cavina una copia) e nel Musée de la Chartreuse di Douai, e quella battuta all'asta da Sotheby's nel 2018, quest'ultima con qualche dubbio sull'autografia.

### Aggiunte successive

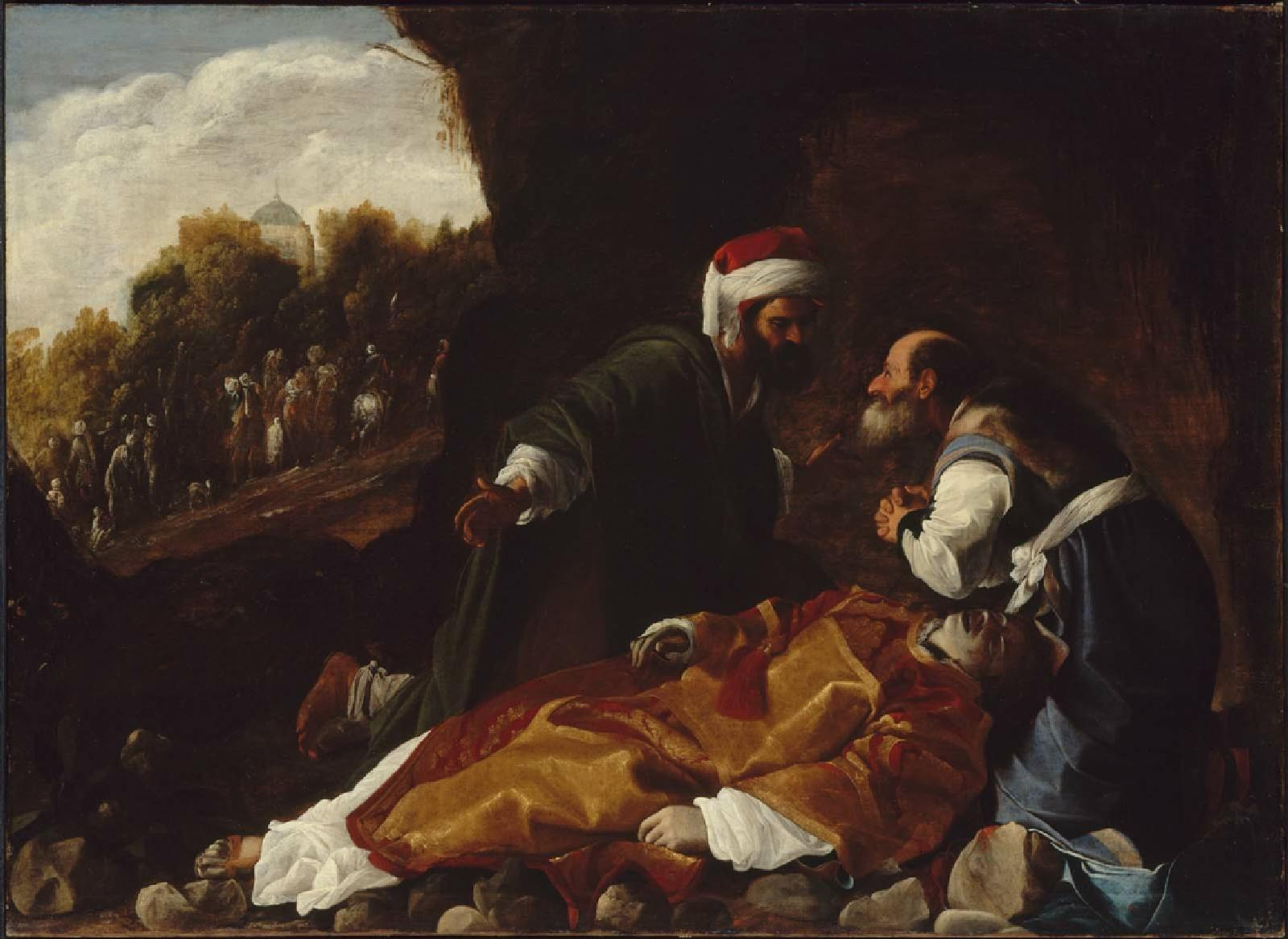
Il Seppellimento di Santo Stefano di Boston dalla discussa attribuzione

Ad Anna Ottani Cavina, autrice nel 1968 di una monografia sul Saraceni, si devono varie aggiunte al catalogo del Pensionante: un San Gerolamo in collezione privata, di cui si conosce un'altra versione (secondo la studiosa una copia) battuta all'asta da Finarte nel 1988, il San Gerolamo penitente nello studio della National Gallery of Canada di Ottawa e il Seppellimento di Santo Stefano del Museum of Fine Arts di Boston, proveniente dalla collezione del cardinal Sannesio come il Fruttivendolo di Detroit. Quest'ultima attribuzione, avanzata nel 1983, è stata negli anni accettata da vari studiosi ma in tempi recenti si è tentato, in occasione della mostra monografica sul Saraceni del 2013-2014, di restituire l'opera alla mano del maestro veneziano, con aiuti. A sostegno dell'attribuzione al Pensionante andrebbero la somiglianza delle tre figure in primo piano ad altre dell'anonimo pittore e la resa delle mani e delle pieghe dei panneggi differente da quella del Saraceni, mentre punterebbero a favore della paternità di quest'ultimo l'impianto luministico e coloristico generale e l'importante presenza nel quadro di un brano paesaggistico. A Fritz Baumgart si deve l'attribuzione al Pensionante, oggi generalmente accettata, della Natura morta con frutta e caraffa di vino della National Gallery di Washington, già assegnata con fermezza dal Longhi a Caravaggio. Un'altra natura morta in collezione privata francese, molto simile per composizione e dimensioni e forse un pendant della precedente, è unanimemente attribuita al Pensionante del Saraceni dai primi anni Duemila, quando fu esposta per intuizione di Mina Gregori in due diverse mostre sulla natura morta in Italia.

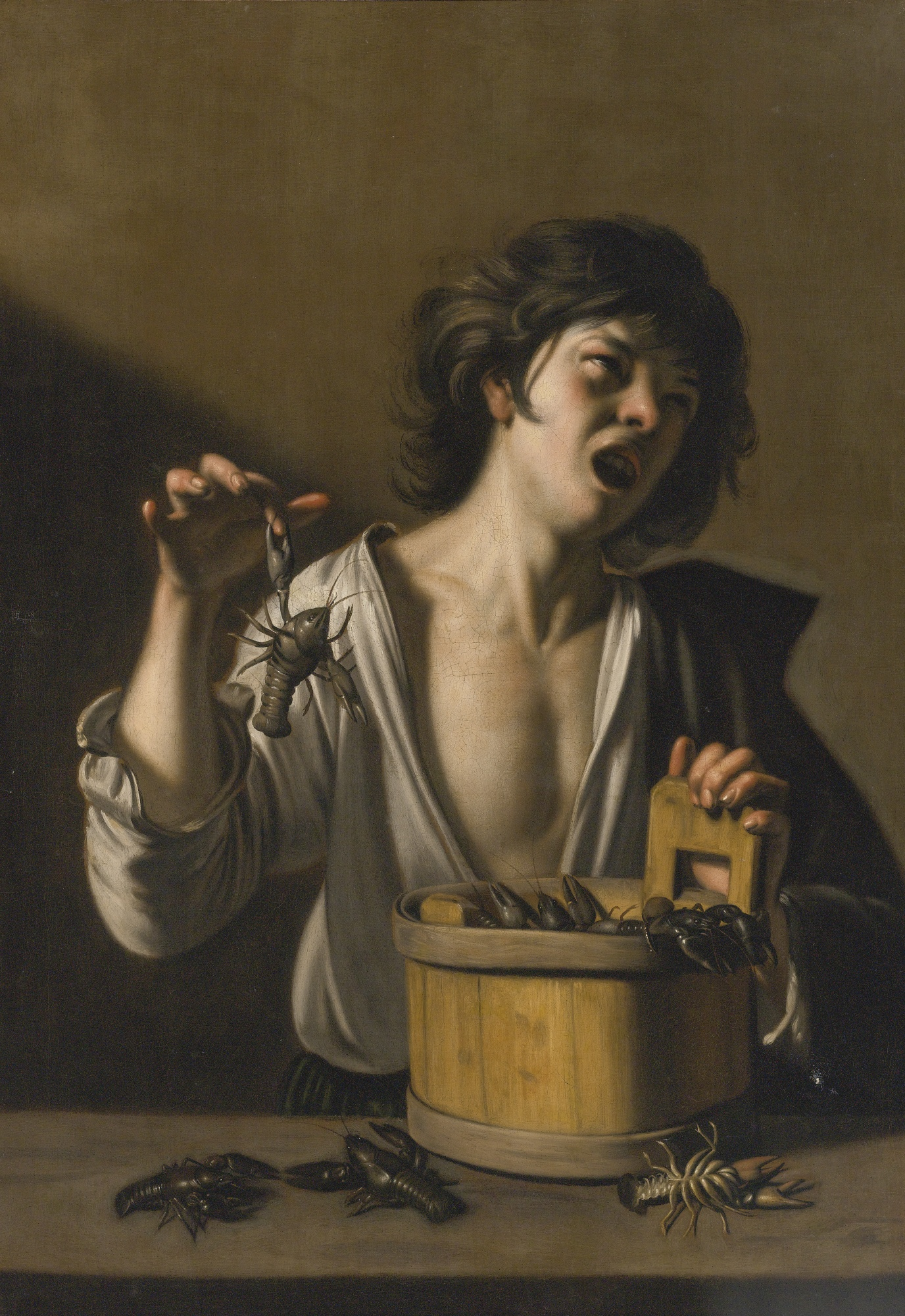
Il Ragazzo morso da un gambero d'acqua dolce battuto all'asta nel 2013

Tra le altre opere attribuite all'ignoto collaboratore del Saraceni, la critica è concorde sul Cristo tra i dottori della Pinacoteca Capitolina, proveniente dalla Collezione Sacchetti come la Negazione di Pietro dei Vaticani. Nel 2013, inoltre, è stato battuto all'asta da Sotheby's un Ragazzo morso da un gambero d'acqua dolce presentato con attribuzione certa al Pensionante. Se è pacifica la matrice caravaggesca del soggetto, simile al Ragazzo morso da un ramarro merisiano, vi è invece ancora incertezza sulla paternità della composizione. La presenza di numerose copie variamente attribuite, infatti, tra le quali in istituzioni museali quelle del Musée des Beaux-Arts di Strasburgo (considerata la migliore fino all'asta del 2013) e del Musée des Beaux-Arts di Lione, insieme con la menzione in una fonte seicentesca di un "Putto morso da un granchio" del Caravaggio conservato alla Galleria Borghese, ha portato alcuni studiosi, tra cui Cuzin e Rosenberg, a sostenere che il Ragazzo morso da un gambero d'acqua dolce sia un'opera del Pensionante derivata da un prototipo perduto del Merisi e a sua volta copiata o replicata in vari esemplari. L'alta qualità della tela battuta all'asta da Sotheby's, però, che suggerisce che quest'ultima possa essere il prototipo da cui derivano tutte le altre versioni conosciute, ha rimesso in discussione la teoria precedente, insieme ad altri particolari come la differenza tra il granchio ricordato dalle fonti e i gamberi nel quadro, aprendo alla possibilità (sostenuta dalla casa d'aste) che l'invenzione, pur con gli evidenti fortissimi debiti nei confronti del Caravaggio, spetti tutta al Pensionante.
Secondo la classificazione data da Federico Zeri a due fotografie nella sua fototeca sarebbero da attribuire al Pensionante altre due opere: un San Giovanni Battista della galleria Doria-Pamphilj, forse nato in relazione al San Rocco del Saraceni della stessa collezione, e, con riserve, un quadro con dei Giocatori di carte conservato al Fogg Art Museum di Cambridge (USA). Ad oggi, comunque, nessuna delle due attribuzioni è riconosciuta e, se per la prima tela si continua a considerare valida quella avanzata da Longhi "tra Saraceni e Le Clerc" (secondo il catalogo ufficiale della Galleria, opera di collaborazione dei due), per la seconda il museo di Harvard mantiene una cauta attribuzione a un ignoto "seguace di Caravaggio".

## Stile

### Caratteri generali
Al di là delle questioni attributive su alcune singole opere, che originano dalla contiguità stilistica tra il Pensionante e il Saraceni stesso, le tele del primo hanno in generale un carattere facilmente riconoscibile: esse raffigurano, nella gran parte dei casi, scene di genere con personaggi ritratti a mezza figura e caratterizzati da posture statiche, tendenti all'immobilità. L'espressività dei personaggi è affidata quasi esclusivamente alla mimica facciale (è emblematico in questo senso il caso del Ragazzo morso da un gambero d'acqua dolce che, privo della torsione del movimentato modello merisiano, trova l'azione solo nella smorfia di dolore del fanciullo e nella contrazione dei muscoli del collo) e, in misura ancora maggiore, alla gestualità delle mani, solitamente messe in risalto dalla luce (come nella Negazione di Pietro). Nelle occasioni in cui il pittore si addentra nel territorio delle composizioni a figura intera mostra una certa incertezza nella resa dell'impaginato prospettico, come nel caso del San Gerolamo penitente nello studio di Ottawa.

### Rapporti con lo stile del Saraceni e del Caravaggio

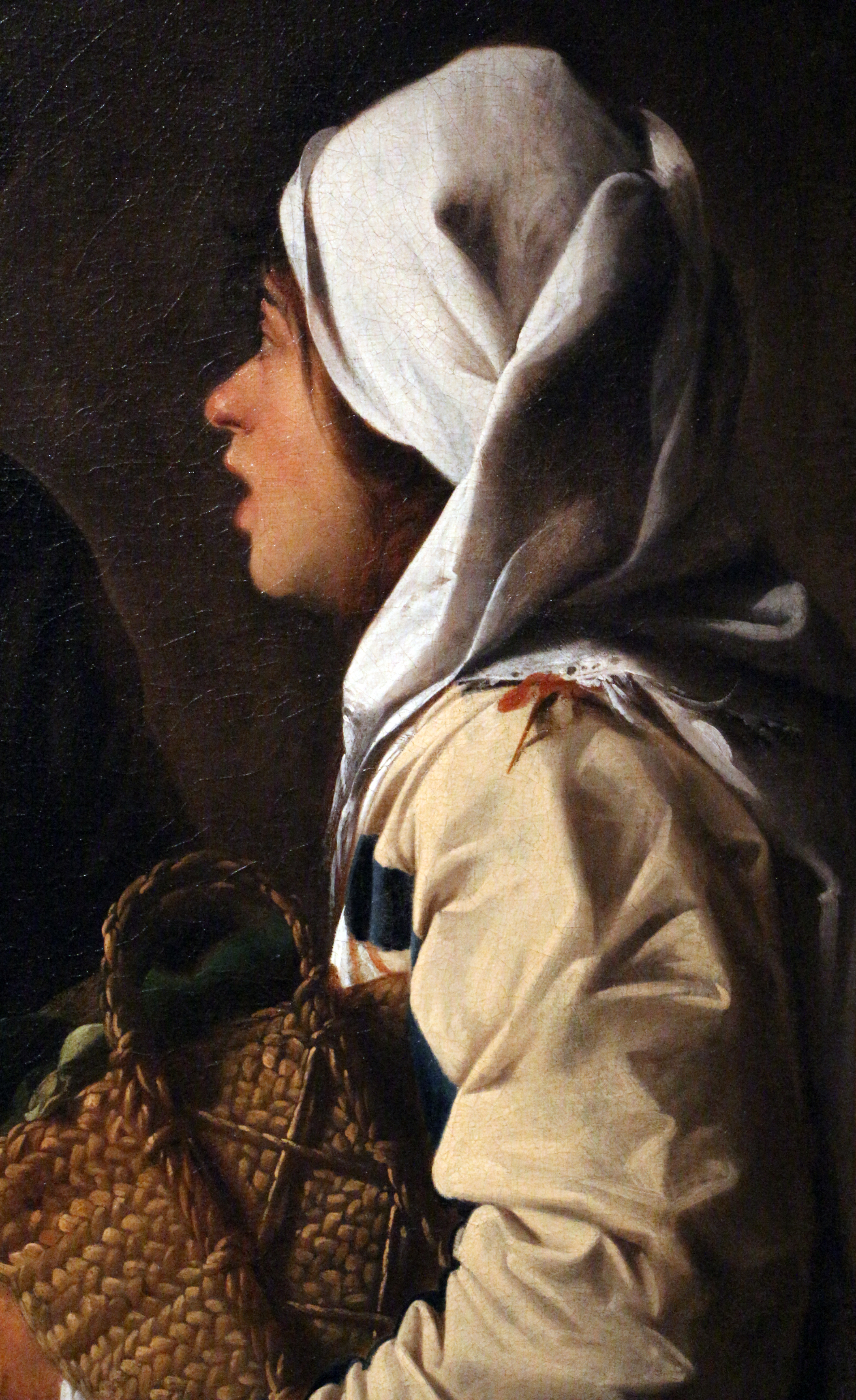
Dettaglio dal Fruttivendolo del Pensionante, che mostra l'attenzione del pittore alla resa naturalistica dei materiali nella cesta di paglia intrecciata e, nel turbante, l'uso dei bianchi simile a quello del Saraceni

Le principali somiglianze con lo stile del capobottega veneziano sono riscontrabili nella resa delle superfici e a livello di composizione, nelle geometrie rotondeggianti che formano gli oggetti e le figure umane; in particolare sulle teste, le cui fisionomie pure ricordano quelle saraceniane (anche per via dell'uso degli stessi modelli), la luce scivola senza quasi lasciare ombre (si vedano i volti del Cristo fanciullo nella tela della Pinacoteca Capitolina o del Ragazzo morso da un gambero). I panneggi del Pensionante sono soffici, caratterizzati da poche pieghe e dalle superfici opache, tranne nei bianchi che, come nel Saraceni, sono squillanti. Molto simili, in questo senso, sono le teste avvolte dal turbante delle due serve della Negazione di Pietro (forse opera del veneziano) e del Fruttivendolo di Detroit, così come simili tra loro sono i colletti plissettati dello stesso fruttivendolo e del Cuoco Corsini. Dalle opere del capobottega il Pensionante riprende alcune invenzioni come la cesta di paglia appesa al muro con un chiodo presente nel Cuoco fiorentino, simile a quella sulla parete di fondo nella Sacra famiglia nella bottega di San Giuseppe di Hartford; allo stesso gusto appartiene la minuta descrizione degli oggetti nello studio del San Gerolamo penitente di Ottawa, con un fagotto e dei fiaschi egualmente appesi a un chiodo.
Diversa, d'altro canto, è la gamma cromatica tipica del Pensionante, tutta su toni spenti terrosi e aranciati, ben lontana dalla brillantezza di ascendenza veneta della tavolozza del Saraceni, a cui questi non rinuncia neanche nelle opere più scure d'ispirazione più strettamente caravaggesca. Più fedele, del resto, è l'adesione al caravaggismo del Pensionante, non solo nell'uso frequente di neutri sfondi scuri e nell'illuminazione laterale delle figure che crea forti contrasti (la luce, in particolare, nelle opere dell'ignoto pittore colpisce le mani e i volti illuminandone i profili), ma anche e soprattutto nei soggetti rappresentati: indicativi in questo senso, per la loro estrema vicinanza alla prima produzione romana del Caravaggio, sono il Ragazzo morso da un gambero d'acqua dolce e il Pollivendolo del Prado, che offre un'interessante rilettura del tema della Buona Ventura del Merisi.

### Il Pensionante e la natura morta

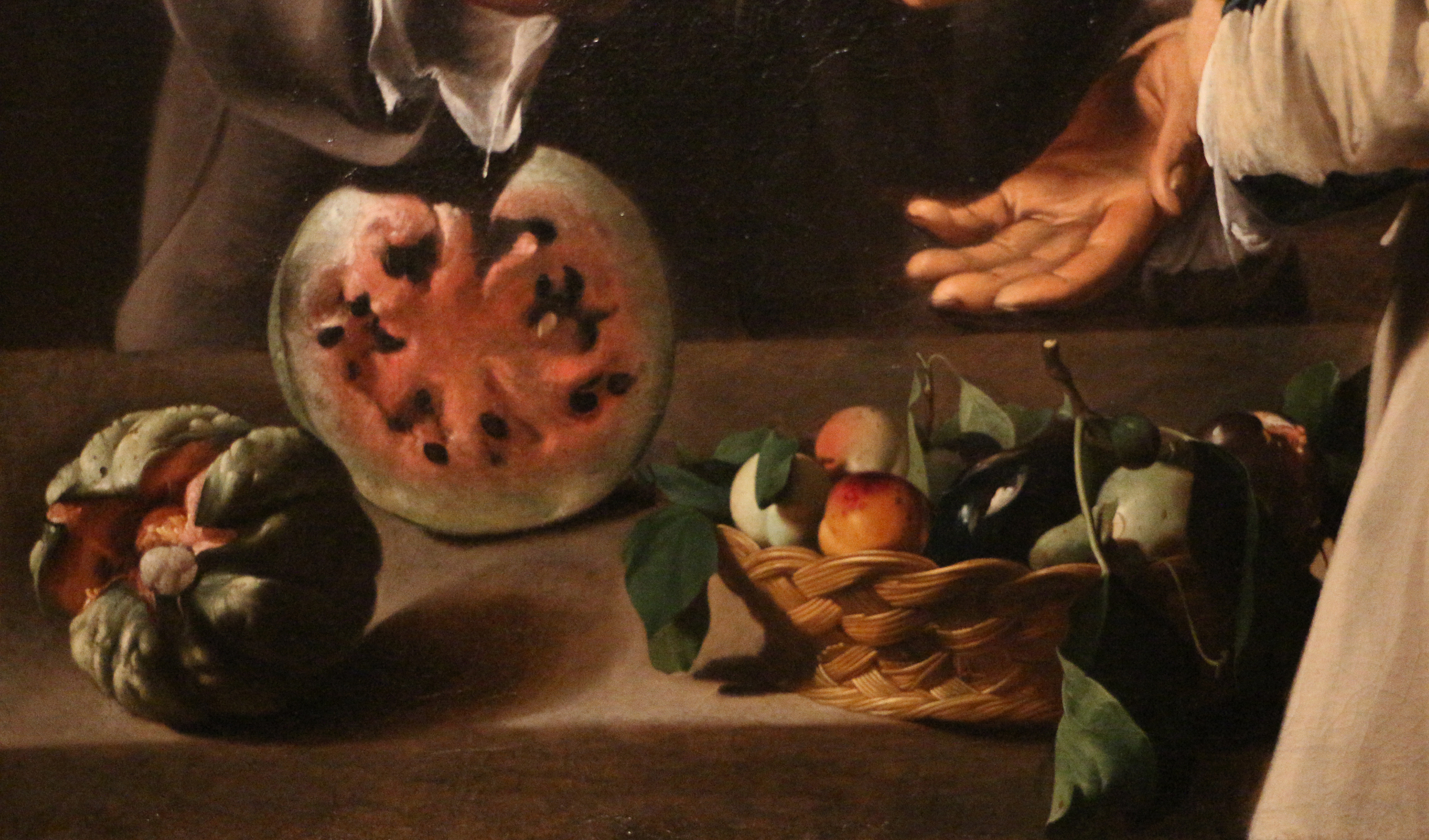
Dettaglio del brano di natura morta presente nel Fruttivendolo di Detroit

La conoscenza dell'opera del maestro lombardo si può riscontrare anche in altri dettagli: ad esempio, la cesta di frutta nel Venditore di meloni di Detroit sporge leggermente dal tavolo proiettando un'ombra sul bordo dello stesso, espediente teso a dare maggior profondità alla natura morta utilizzato da Caravaggio in quadri celeberrimi come la Canestra di frutta della Pinacoteca Ambrosiana di Milano e la Cena in Emmaus di Londra. Proprio nell'esecuzione delle nature morte il Pensionante tocca i suoi punti qualitativi migliori: alcune scene di genere, come il Cuoco in cucina di Firenze o il Fruttivendolo appena citato, sono per lui occasione di sfoggiare la sua abilità di rappresentazione mimetica della natura, ricoprendo il tavolo da lavoro del cuoco di pesci in attesa di essere preparati o poggiando sul banco del fruttivendolo un melone e un'anguria aperti e l'altra frutta in una cesta. Il brano di natura morta presente nel Fruttivendolo è estremamente simile a quello protagonista della tela della National Gallery di Washington, in cui, oltre al vassoio colmo di frutti di ogni tipo, tornano un melone e un'anguria aperti insieme a una caraffa con del vino bianco simile a quella presente nel Cuoco Corsini, ma anche nel Bacco degli Uffizi di Caravaggio. La Natura morta di Washington, però, a differenza della freschezza della frutta del Venditore di meloni, presenta numerosi segni del passaggio del tempo che la caratterizzano, in linea con la tradizione del genere, come una Vanitas: tra questi, il nucleo marcescente della mela al centro o i moscerini che si aggirano sulla tovaglia. Indicativa della qualità altissima di questa tela è la determinazione con cui Longhi ha difeso fino alla morte la sua attribuzione al Caravaggio, da lui avanzata nel 1929, per oltre quarant'anni.

## Galleria d'immagini

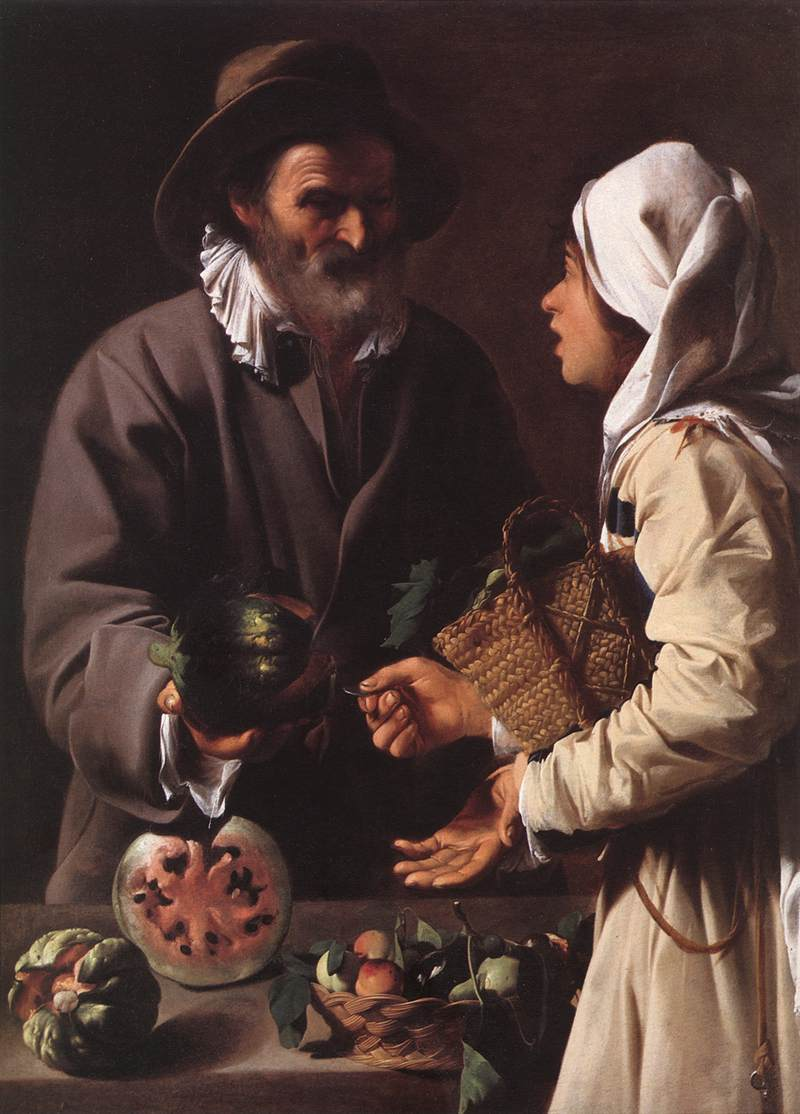
Il Fruttivendolo di Detroit
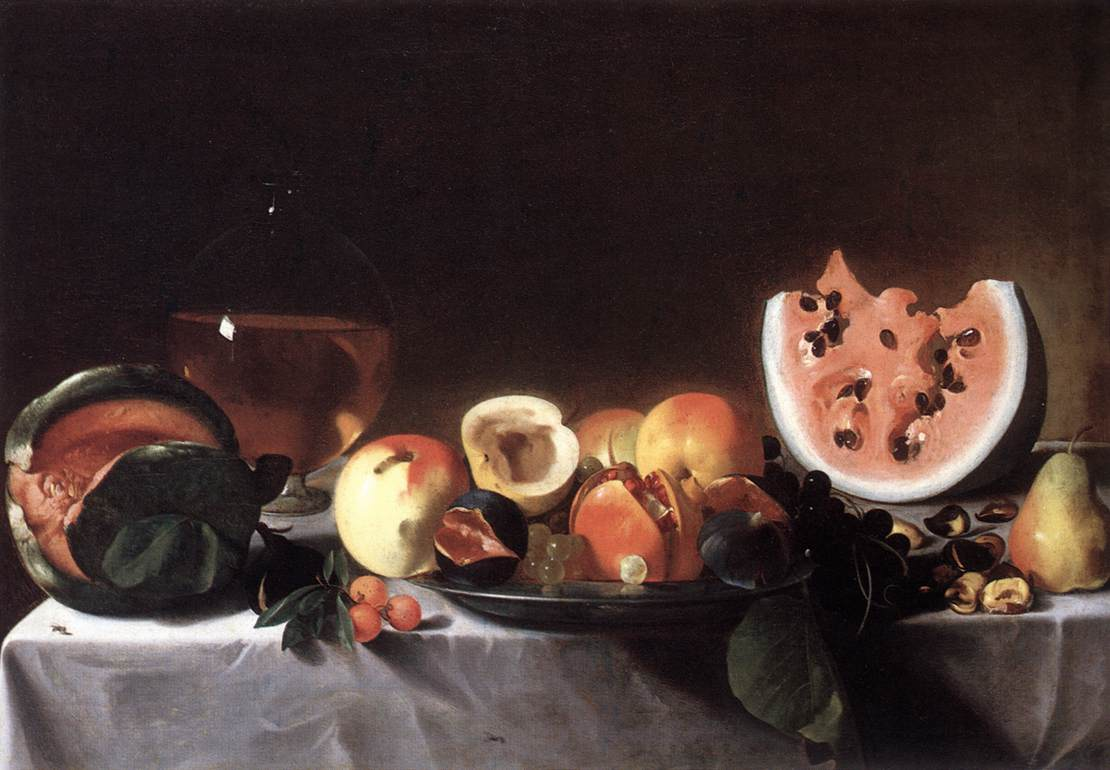
La Natura morta della National Gallery di Washington già attribuita dal Longhi a Caravaggio
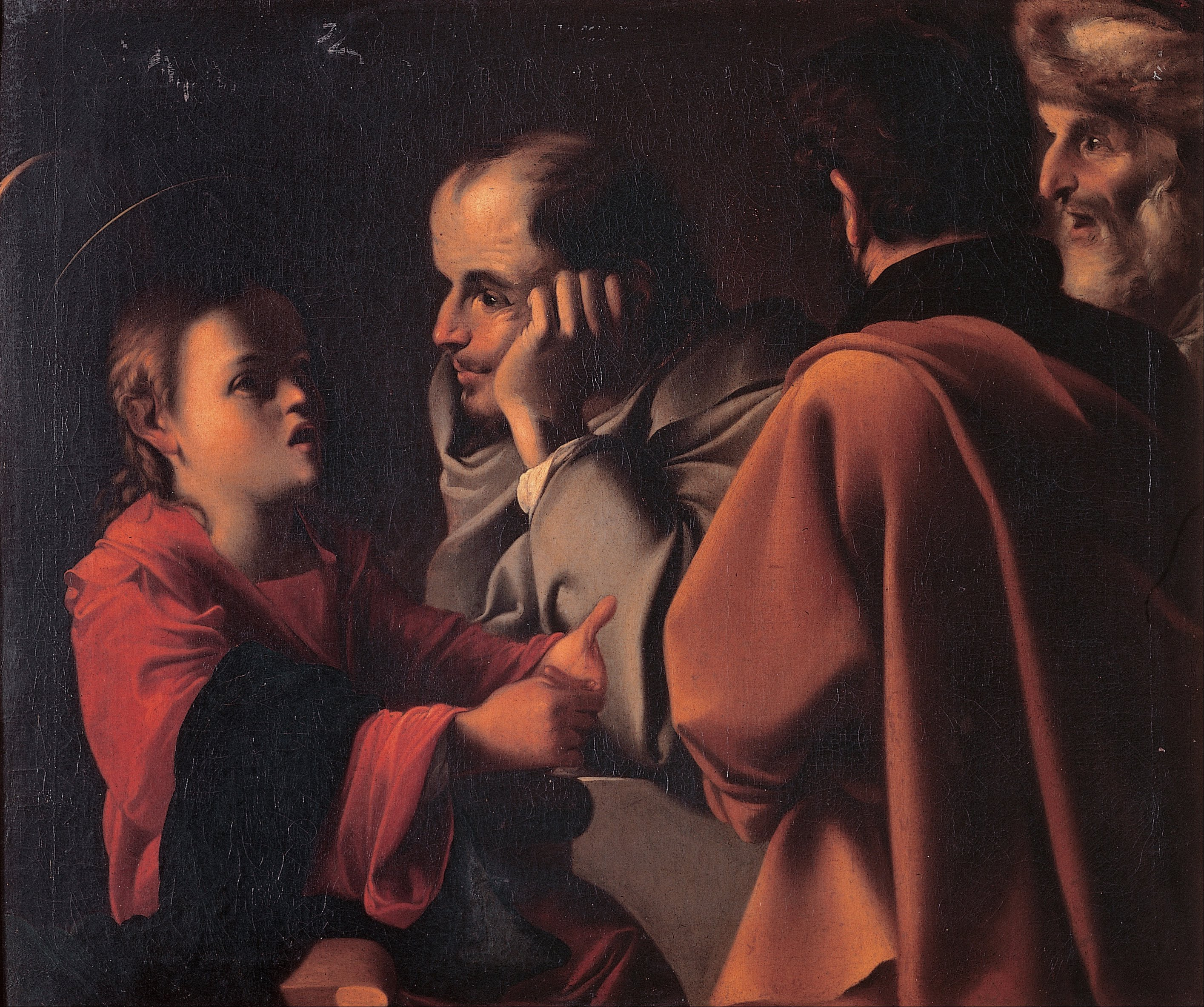
Il Cristo tra i dottori della Pinacoteca Capitolina
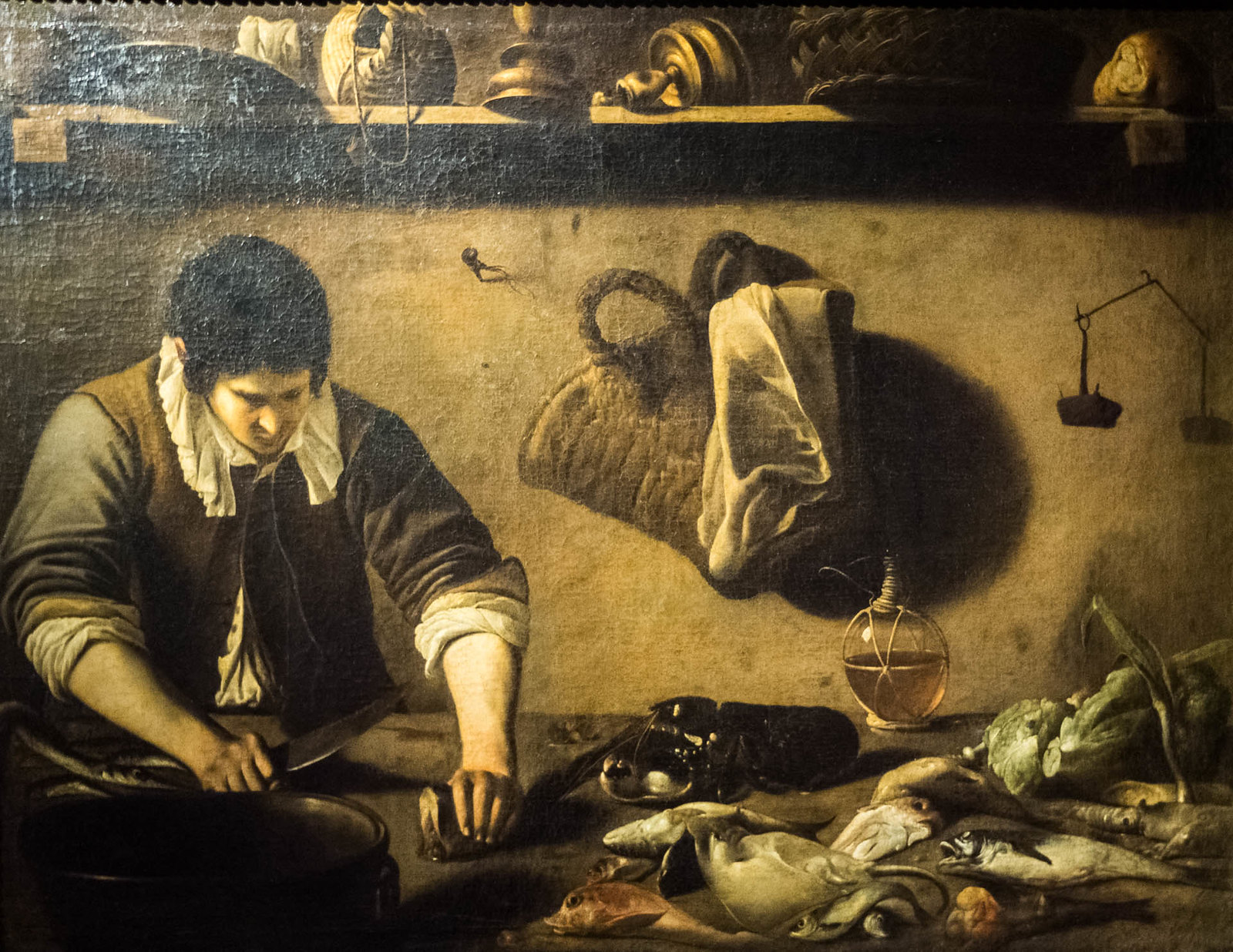
Il Cuoco della Galleria Corsini di Firenze

## Elenco delle opere
Sono inserite nel seguente elenco tutte le opere attribuite al Pensionante del Saraceni comprese, ove presenti, le varie versioni alternative che per la loro qualità consentono di sostenere l'attribuzione al pittore; per le vicende attributive di ognuna si veda sopra, al paragrafo "Opere". Nell'elenco, essendo uguali per tutte le opere, non sono indicate la tecnica, che è sempre l'olio su tela, e la cronologia, che si fissa approssimativamente al decennio 1610-1620. Essendo tutto il catalogo ricostruito col metodo dell'attribuzione, la dicitura "opere certe" per la prima parte indica quelle sulla cui attribuzione la critica è concorde.

### Opere certe
- Il fruttivendolo, 130,2x97,8 cm, Detroit, Detroit Institute of Arts
- Il pollivendolo, 79,5x72 cm, Madrid, Museo del Prado
- Il cuoco, Firenze, Galleria Corsini
- Cristo tra i dottori, 85x103 cm, Roma, Musei Capitolini, Pinacoteca Capitolina
- San Gerolamo, collezione privata
  - San Gerolamo (altra versione), 64x50 cm, collezione privata (forse una copia)
- San Gerolamo penitente nello studio, 171,4x122,4 cm, Ottawa, National Gallery of Canada
- Natura morta con frutta e brocca, 50,4x71,6 cm, Washington, National Gallery of Art
- Natura morta con melone, anguria e frutta su un tavolo, 56x72 cm, collezione privata francese
- Ragazzo morso da un gambero d'acqua dolce, 102,2x79,1 cm, collezione privata
  - Ragazzo morso da un gambero d'acqua dolce (altra versione), 98x72 cm, Strasburgo, Musée des Beaux-Arts (forse una copia o opera di un seguace)

### Opere di attribuzione discussa
- Negazione di Pietro, 100x129 cm, Città del Vaticano, Musei Vaticani, Pinacoteca Vaticana
  - Negazione di Pietro (altra versione), 104,4x133 cm, Dublino, National Gallery of Ireland (forse una copia)
  - Negazione di Pietro (altra versione), 98,5x128,5, Douai, Musée de la Chartreuse
  - Negazione di Pietro (altra versione), 101,3x119,4 cm, collezione privata (forse di un seguace)
- Il corpo di Santo Stefano compianto dai santi Nicodemo e Gamaliele, 113,1x155,3 cm, Boston, Museum of Fine Arts